# Women's National Basketball Association 2022
La Women's National Basketball Association 2022 è stata la ventiseiesima edizione della lega professionistica statunitense.
Vi partecipavano dodici franchigie, divise in due conference. Al termine della stagione regolare (36 gare), le migliori otto partecipavano ai play-off.
Il titolo è stato conquistato per la prima volta dalle Las Vegas Aces. La Most Valuable Player è stata A'ja Wilson delle Las Vegas Aces.

## Stagione regolare

### Eastern Conference
|  |    | Classifica finale 2022 | V  | P  | PtF | PtS |
|  | -- | ---------------------- | -- | -- | --- | --- |
|  | 1. | Chicago Sky            | 26 | 10 | -   | -   |
|  | 2. | Connecticut Sun        | 25 | 11 | -   | -   |
|  | 3. | Washington Mystics     | 22 | 14 | -   | -   |
|  | 4. | New York Liberty       | 16 | 20 | -   | -   |
|  | 5. | Atlanta Dream          | 14 | 22 | -   | -   |
|  | 6. | Indiana Fever          | 5  | 31 | -   | -   |

### Western Conference
|  |    | Classifica finale 2022 | V  | P  | PtF | PtS |
|  | -- | ---------------------- | -- | -- | --- | --- |
|  | 1. | Las Vegas Aces         | 26 | 10 | -   | -   |
|  | 2. | Seattle Storm          | 22 | 14 | -   | -   |
|  | 3. | Dallas Wings           | 18 | 18 | -   | -   |
|  | 4. | Phoenix Mercury        | 15 | 21 | -   | -   |
|  | 5. | Minnesota Lynx         | 14 | 22 | -   | -   |
|  | 6. | Los Angeles Sparks     | 13 | 23 | -   | -   |

## Vincitore
| Campione WNBA 2022         |
| -------------------------- |
| Las Vegas Aces (1º titolo) |

## Statistiche
| Categoria             | Giocatore        | Squadra            | Stat |
| --------------------- | ---------------- | ------------------ | ---- |
| Punti per gara        | Breanna Stewart  | Seattle Storm      | 21,8 |
| Rimbalzi per gara     | Sylvia Fowles    | Minnesota Lynx     | 9,8  |
| Assist per gara       | Natasha Cloud    | Washington Mystics | 7,0  |
| Palle rubate per gara | Brittney Sykes   | Los Angeles Sparks | 2,0  |
| Stoppate per gara     | A'ja Wilson      | Las Vegas Aces     | 1,9  |
| FG%                   | Sylvia Fowles    | Minnesota Lynx     | 62,2 |
| FT%                   | Allie Quigley    | Chicago Sky        | 95,0 |
| 3FG%                  | Moriah Jefferson | Minnesota Lynx     | 47,4 |

## Premi WNBA
- WNBA Most Valuable Player: A'ja Wilson, Las Vegas Aces
- WNBA Defensive Player of the Year: A'ja Wilson, Las Vegas Aces
- WNBA Coach of the Year: Becky Hammon, Las Vegas Aces
- WNBA Rookie of the Year: Rhyne Howard, Atlanta Dream
- WNBA Most Improved Player: Jackie Young, Las Vegas Aces
- WNBA Sixth Woman of the Year: Brionna Jones, Connecticut Sun
- WNBA Finals Most Valuable Player: Chelsea Gray, Las Vegas Aces
- Kim Perrot Sportsmanship Award: Sylvia Fowles, Minnesota Lynx
- WNBA Basketball Executive of the Year: James Wade, Chicago Sky
- All-WNBA First Team:
  - A'ja Wilson, Las Vegas Aces
  - Breanna Stewart, Seattle Storm
  - Kelsey Plum, Las Vegas Aces
  - Skylar Diggins, Phoenix Mercury
  - Candace Parker, Chicago Sky
- All-WNBA Second Team:
  - Alyssa Thomas, Connecticut Sun
  - Sabrina Ionescu, New York Liberty
  - Nneka Ogwumike, Los Angeles Sparks
  - Jonquel Jones, Connecticut Sun
  - Sylvia Fowles, Minnesota Lynx
- WNBA All-Defensive First Team:
  - Natasha Cloud, Washington Mystics
  - Ariel Atkins, Washington Mystics
  - A'ja Wilson, Las Vegas Aces
  - Breanna Stewart, Seattle Storm
  - Sylvia Fowles, Minnesota Lynx
- WNBA All-Defensive Second Team:
  - Brittney Sykes, Los Angeles Sparks
  - Gabby Williams, Chicago Sky
  - Alyssa Thomas, Connecticut Sun
  - Jonquel Jones, Connecticut Sun
  - Ezi Magbegor, Seattle Storm
- WNBA All-Rookie First Team:
  - Rhyne Howard, Atlanta Dream
  - NaLyssa Smith, Indiana Fever
  - Shakira Austin, Washington Mystics
  - Queen Egbo, Indiana Fever
  - Rebekah Gardner, Chicago Sky